# Окно (фильм, 1991)
«Окно» (азерб. Pəncərə) — азербайджанский советский драматический фильм 1991 года, снятый Гасаном Аблучем и Энвером Аблучем.

## Сюжет
В фильме раскрываются противоречия между «воспитателями»-учителями и «воспитанными»-воспитанниками в интернате, который по сути является детским домом, где царит беззаконие, насилие, лицемерие и жестокость. Маленький Ахсан (Ильхам Бабаев), вынужденный жить в таких противоречивых условиях, но не сумевший приспособиться к этим условиям, скучающий по родному дому находит единственный выход — выброситься из окна и погибает.
Фильм «Окно» звучит как предостережение, призывающее к коренному изменению системы образования, калечащей судьбы детей.

## В ролях
- Ильхам Бабаев — Ахсан
- Валех Керимов — отец Асы
- Яшар Нури — Насиб
- Энвер Аблуч — директор
- Руслан Насиров — Кочари
- Симузар Агакишиева — Нармина
- Эльхан Байрамов — Савалан
- Аббасгулу Аблудж — Васиф
- Земфира Алиева — Султанниса
- Таваккул Исмаилов — Бурхан
- Халил Исмайлов — Джейхун
- Мамедбагир Гасанов — Добыча
- Рамин Маликов — Ровшан
- Хасан Аблуж — отец Ровши
- Фарид Гаджиев — Заки
- Назир Алиев — отец Заки
- Эмиль Байрамов — Гурбан
- Вусала Набиева — Гумрал
- Ровшан Джахангиров — Самед
- Абдул Микаилов — Ахмед
- Эльхан Гулиев — капитан милиции
- Фикрет Мамедов — лейтенант милиции
- Лалазар Мустафаева — мать